# テオドール・カルツァ

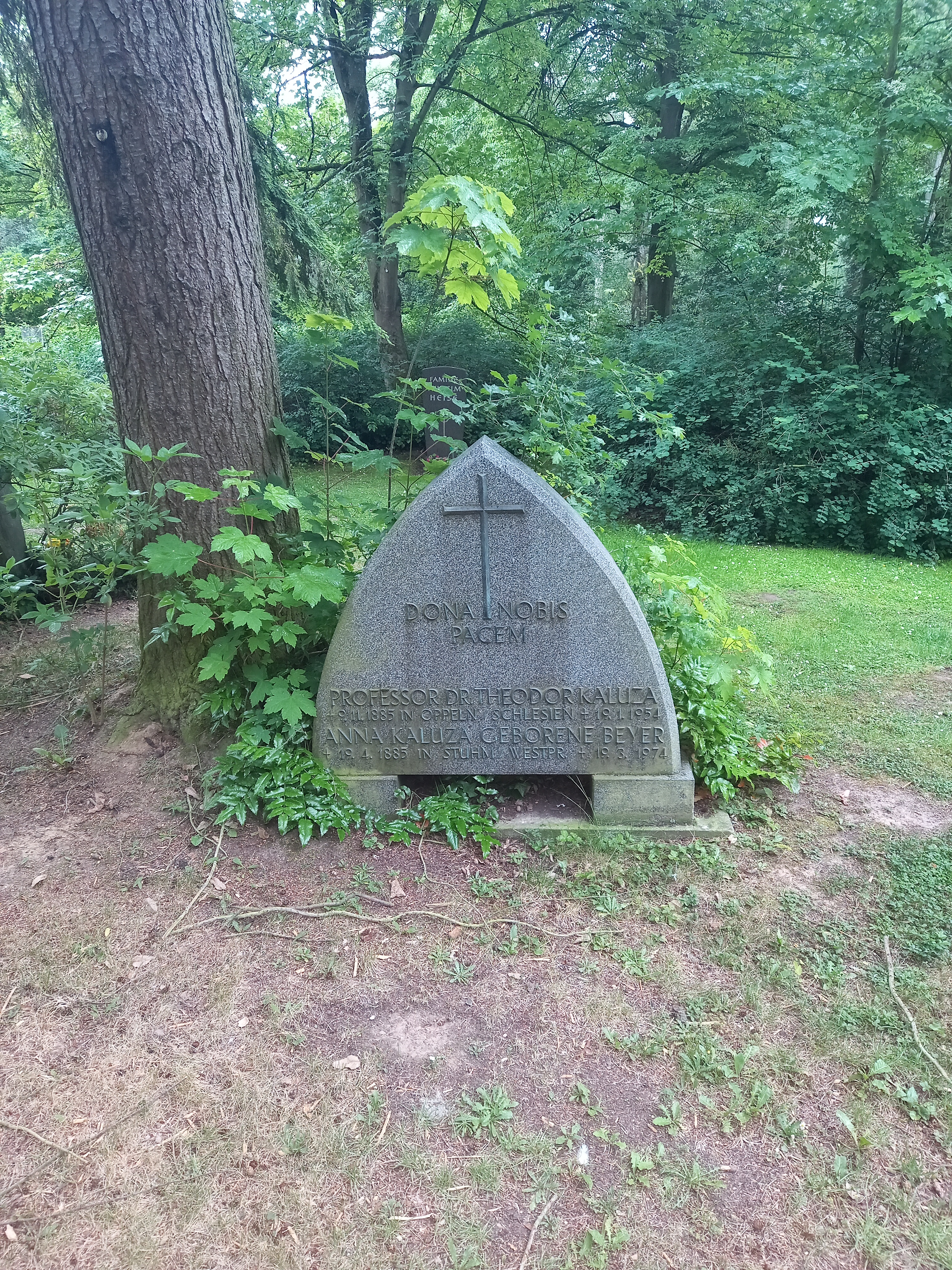
カルツァの墓標

テオドール・カルツァ（独: Theodor Franz Eduard Kaluza、ドイツ語発音: [kaˈluːt͡sa]、1885年11月9日 - 1954年1月19日
）は、ドイツの数学者、物理学者である。五次元時空間の場の方程式に関連するカルツァ＝クライン理論で著名。次元を増やすことによって基本の力を統一的に扱うカルツァの考えは、弦理論に応用されている。

## 経歴
ドイツ帝国のヴィルヘルムスタールにて、ラーティボーアに起源を持つカトリック系の家庭に生まれた。イングランド文献学者の父マックス・カルツァが教授を務めていたケーニヒスベルクで幼少期を過ごした。ケーニヒスベルク大学に入学し、数学を学んだ。チルンハウス変換に関する論文で博士号を獲得した。
卒業後しばらくは数学を研究していたが、次第に相対性理論に転向していった。1919年4月、5次元を用いてアルベルト・アインシュタインの一般相対性理論の方程式を解いた際に、電磁気学のマクスウェル方程式を自然に導出できることを発見した。
カルツァはアインシュタインに手紙を出し、アインシュタインから成果を発表することを勧められた。1921年、アインシュタインの協力を得て、 雑誌 Sitzungsberichte Preußische Akademie der Wissenschaften に Zum Unitätsproblem der Physik を発表した。
カルツァの洞察はカルツァ＝クライン理論（カルツァとオスカー・クラインの名に因む）の構築で記憶されている。この分野に関するカルツァの発表は、当時量子力学に注目が集まっていたために、数年間見逃された。弦理論の発展まで、カルツァの考えが日の目を浴びることはなかった。しかし、1914年には既にグンナー・ノルドシュトルムがカルツァの考えの大部分を発見していた。ノルドシュトルムの作品もまた弦理論以前に注目されることはなかった。
後年のカルツァは相対性理論や原子核モデルのアイデアを生むことに尽力し続けた。アインシュタインの励ましがあったものの、1929年までケーニヒスベルク大学で一介の私講師でいるに留まっていた。1929年にキール大学の教授に抜擢された。1935年にゲッティンゲン大学の正教授職を拝され、没するまでこの職務を全うした。
息子に数学者のテオドール・カルツァがいる。